# Carl Rudolf Poensgen

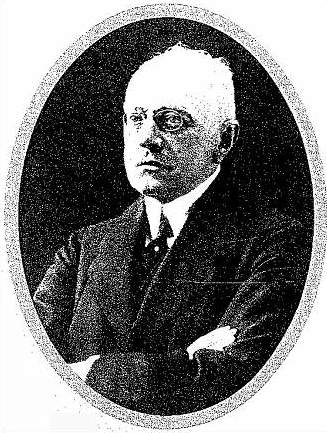
Carl-Rudolf Poensgen (1935)

Carl Rudolf Poensgen (* 27. März 1863 in Düsseldorf; † 2. März 1946 in Düsseldorf) war ein deutscher Industrieller und Kgl. Preuß. Kommerzienrat. Er stammt von der weitverbreiteten Eifeler Unternehmerfamilie Poensgen ab, die seit Mitte des 15. Jahrhunderts im Raum Schleiden als Reidemeister Eisenhütten betrieben. Einige Linien sind nach Düsseldorf gezogen und waren dort maßgeblich am Aufbau der rheinischen Eisen-, Stahl- und Röhrenindustrie beteiligt.

## Leben und Wirken
Carl Rudolf Poensgen war der Sohn von Rudolf Poensgen und Friederike Poensgen (1834–1909) aus einem anderen Zweig der Familie sowie Onkel von Harald Arthur Poensgen. Er studierte von 1880 bis 1882 an der RWTH Aachen Hüttenkunde. Dort schloss er sich dem Akademischen Verein der Chemiker und Hüttenleute, dem späteren Corps Montania Aachen an. Später studierte er an der Technischen Hochschule Karlsruhe und wurde 1885 Mitglied des Corps Franconia Karlsruhe. Seine militärische Laufbahn schloss er als Rittmeister ab. Sein Vater Rudolf Poensgen und dessen Bruder Gustav Poensgen besaßen ein von ihrem Vater Reinhard Poensgen ererbtes Hütten- und Walzwerk, das sie 1860 von Gemünd nach Düsseldorf verlegten. Das Unternehmen wurde 1872 mit einem ebenfalls 1860 in Düsseldorf angesiedelten Röhren-Walzwerk ihres entfernten Vetters Albert Poensgen zur „Düsseldorfer Röhren- und Eisenwalzwerke AG, vorm. Poensgen“, zusammengeschlossen. Mit dem Tode seines Vaters wurde Carl Rudolf Poensgen als Mitinhaber in den Vorstand dieses Großunternehmens berufen. Er war außerdem Vorsitzender des Grubenvorstandes der „Zeche Unser Fritz“. 1910 wurde er Mitglied des Aufsichtsrates der „Phoenix AG für Bergbau und Hüttenbetrieb“. Die „Phönix AG“ wiederum ging 1926 durch einen weiteren Zusammenschluss mit der Thyssen-Gruppe, den Rheinischen Stahlwerken und einer Reihe von großen Bergwerksunternehmen in den Montankonzern „Vereinigte Stahlwerke AG“ auf. Carl Rudolf Poensgen war darüber hinaus u. a. Aufsichtsratsmitglied der Mannesmannröhren-Werke AG, der Papierfabrik Reisholz AG und des „Industrieterrains Düsseldorf-Reisholz AG zu Düsseldorf-Benrath“.
1901 erhielt Carl Rudolf Poensgen den Ehrentitel Klg. Preuß. Kommerzienrat; es folgte 1911 der Titel Kgl. Preuß. Geheimer Kommerzienrat. 1903 gründete er gemeinsam mit anderen Unternehmern die „Arbeitgebervereinigung für Düsseldorf-Oberbilk und Umgebung“, die sich zum Ziel setzte, die „hiesigen Arbeitsverhältnisse“ (dort lagen die „Düsseldorfer Röhren- und Eisenwalzwerke AG, vorm. Poensgen“) zu verbessern. Seit 1898 war Carl Rudolf Poensgen Mitglied, seit 1905 Stellvertretender Präsident und von 1908 bis 1933 Präsident der Industrie- und Handelskammer Düsseldorf. In dieser Zeit machte er sich besonders verdient um die im Jahre 1926 durchgeführte und mit über 7.5 Millionen Besuchern überaus erfolgreiche „GeSoLei“- Ausstellung für Gesundheitspflege, soziale Fürsorge und Leibesübungen. Er war zudem Mitglied des Schiedsgerichtshofes der Internationalen Handelskammer (ICC) in Paris und des Ehrengerichts der Düsseldorfer Börse. Von 1904 bis 1910 war er für die Liberale Partei Düsseldorfer Stadtverordneter.
Als IHK-Präsident trat Carl Rudolf Poensgen nach 25-jähriger Präsidentschaft 1933 auf Druck der Nationalsozialisten zurück. Am 28. März 1933 hatten NSDAP-Kommissare und die SA die IHK-Geschäftsstelle besetzt und von ihm verlangt, noch am selben Tag vor der Vollversammlung die Erklärung abzugeben, dass die IHK bereit sei, „an den großen Aufgaben mitzuwirken, die Herr Reichskanzler Hitler in seinem Regierungsprogramm aufgezeichnet hat“. Carl Rudolf Poensgen verweigerte die Erklärung. Am 12. April 1933 legte er sein Amt nieder, nachdem die Vollversammlung ihn zuvor zum Ehrenpräsidenten ernannt hatte. 1956 gründete die Industrie- und Handelskammer Düsseldorf anlässlich ihres 125-jährigen Bestehens die „C. Rudolf Poensgen-Stiftung e. V. zur Förderung von Führungskräften“. Diese verschmolz 1988 als C. R. Poensgen Stiftung mit der „Deutschen Gesellschaft für Personalführung e. V.“. An Carl Rudolf Poensgen erinnert in Düsseldorf noch heute die nach ihm benannte „Karl-Rudolf-Straße“.

## Familie

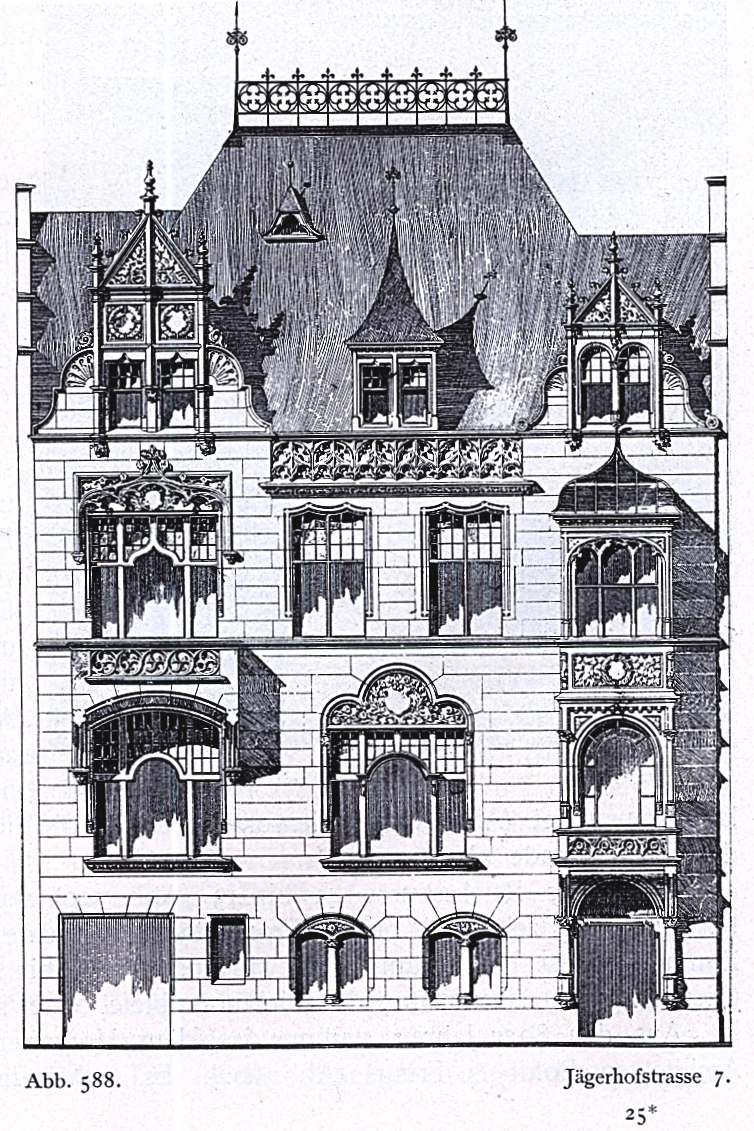
Jägerhofstraße 7

Carl Rudolf Poensgen war verheiratet mit Klara Jaeger (1870–1918), Tochter des Unternehmers Wilhelm Jaeger (1839–1898) und Mitglied des geschäftsführenden Vorstandes des Richard-Wagner-Verbandes Düsseldorf, eine Gemeinschaft zur Förderung des künstlerischen Nachwuchses und der Musik Richard Wagners sowie zur Unterstützung der Richard Wagner Stipendium-Stiftung in Bayreuth. Zusammen hatten sie fünf Kinder: Rudolf Alfred (* 1891), Gerda Clara (* 1893), Herbert (* 1899), Heinz (* 1901) und Irmgard (* 1903). 
Ende des 19. Jahrhunderts ließ sich der Fabrikant von den Berliner Architekten Kayser & Großheim in der Jägerhofstraße 7 ein Haus für die Familie bauen. Im Parterre, auf Trottoirhöhe, waren die Wirtschaftsräume untergebracht. Das erste Obergeschoss enthielt Wohn- und Gesellschaftsräume, das zweite Obergeschoss Schlaf- und Kinderzimmer. Im Nachbarhaus Nr. 8 lebte Emma, die Witwe von Eduard Poensgen, welche ebenfalls eine geborene Poensgen war. Zeitweise lag der Wohnsitz der Familie von Carl Rudolf Poensgen im Ratinger „Poensgenpark“, den sein Vetter Carl Poensgen nach englischem Vorbild 1907 als prachtvollen Landschaftspark ausgestaltet hatte.